# Џозеф Барбера
Џозеф Барбера (енгл. Joseph Barbera; Њујорк, 24. март 1911 — Лос Анђелес, 18. децембар 2006), био је амерички филмски продуцент.
Почетком 1920-их цртао је стрипове за различите часописе. Цртаним филмовима се почео бавити 1931. године.
Године 1937. почиње да ради за МГМ, убрзо у сарадњи с Вилијаном Ханом ствара славне епизоде Том и Џерија. 1955. године отварају заједички студио под називом "Хана и Барбера-Студиос“.